# Cascade de Syratu
La cascade de Syratu est une chute d'eau qui dévale les barres rocheuses de la falaise de la Baume au dessus de Mouthier-Haute-Pierre (Doubs) et rejoint la Loue après un dénivelé de 230 m, ce qui en fait la plus grande chute du département.

## Description
La cascade de Syratu, est un ensemble de sauts et cascades étagés sur 230 m de dénivelé que l’on peut décomposer en 3 parties : 
- la partie haute constituée d’un saut quasi vertical de 50 m depuis le bord du plateau à 600 m d’altitude. Arrivé sur un replat, le ruisseau emprunte une dérivation construite lors de la construction de la route des gorges de Nouailles reliant Mouthier-Haute-Pierre à Saint-Gorgon-Main afin d'empêcher l'eau de tomber sur celle-ci ;
- la partie médiane : un nouveau saut vertical de 32 m qui amène le ruisseau au niveau de la route suivi d'une partie canalisée en toboggan qui permet le passage sous la route ;
- La partie basse :  le ruisseau dévale ensuite la pente boisée sur une centaine de mètres de dénivelé jusqu'à la Loue, formant plusieurs cascades couvertes de tuf.

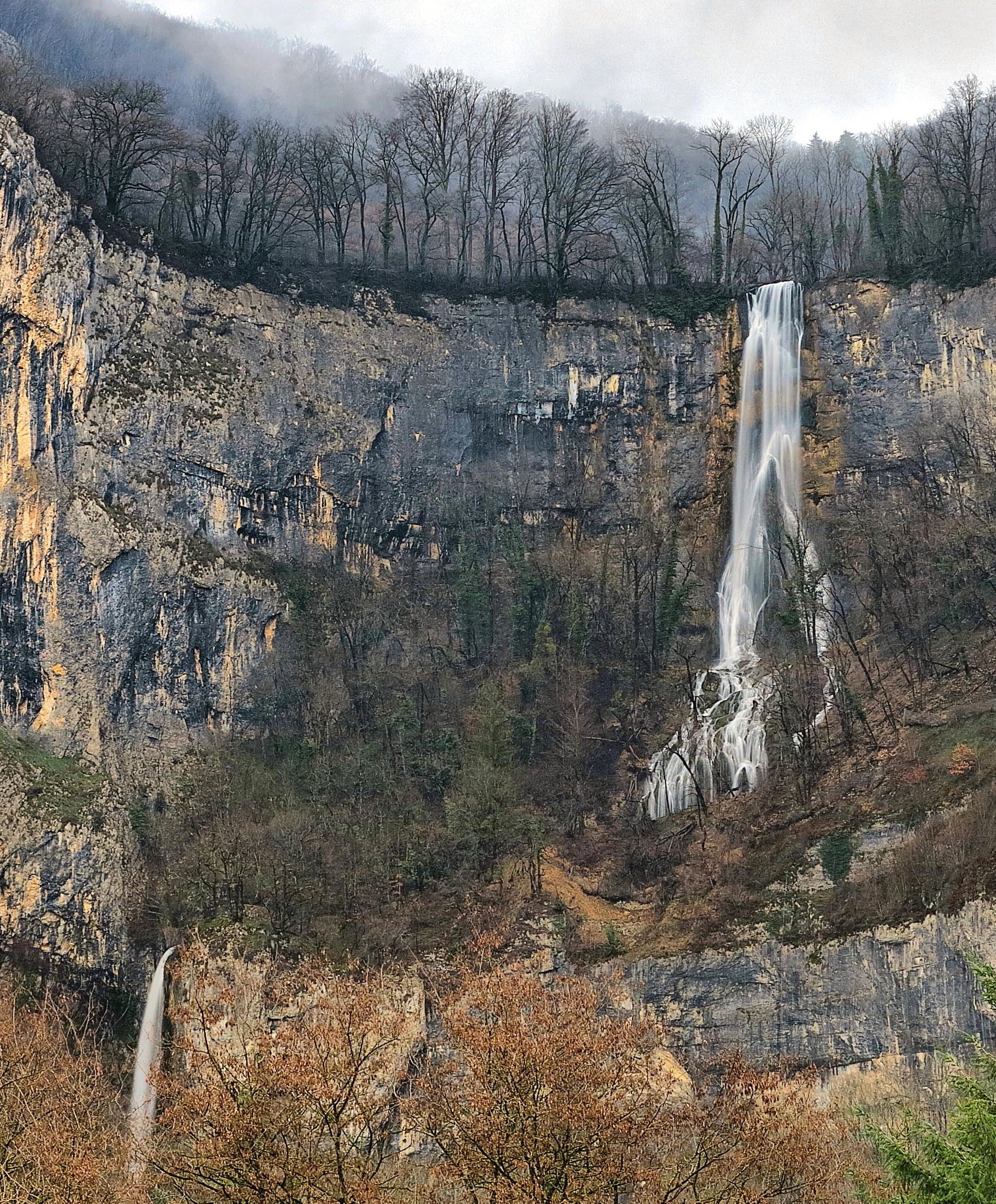
La cascade haute.
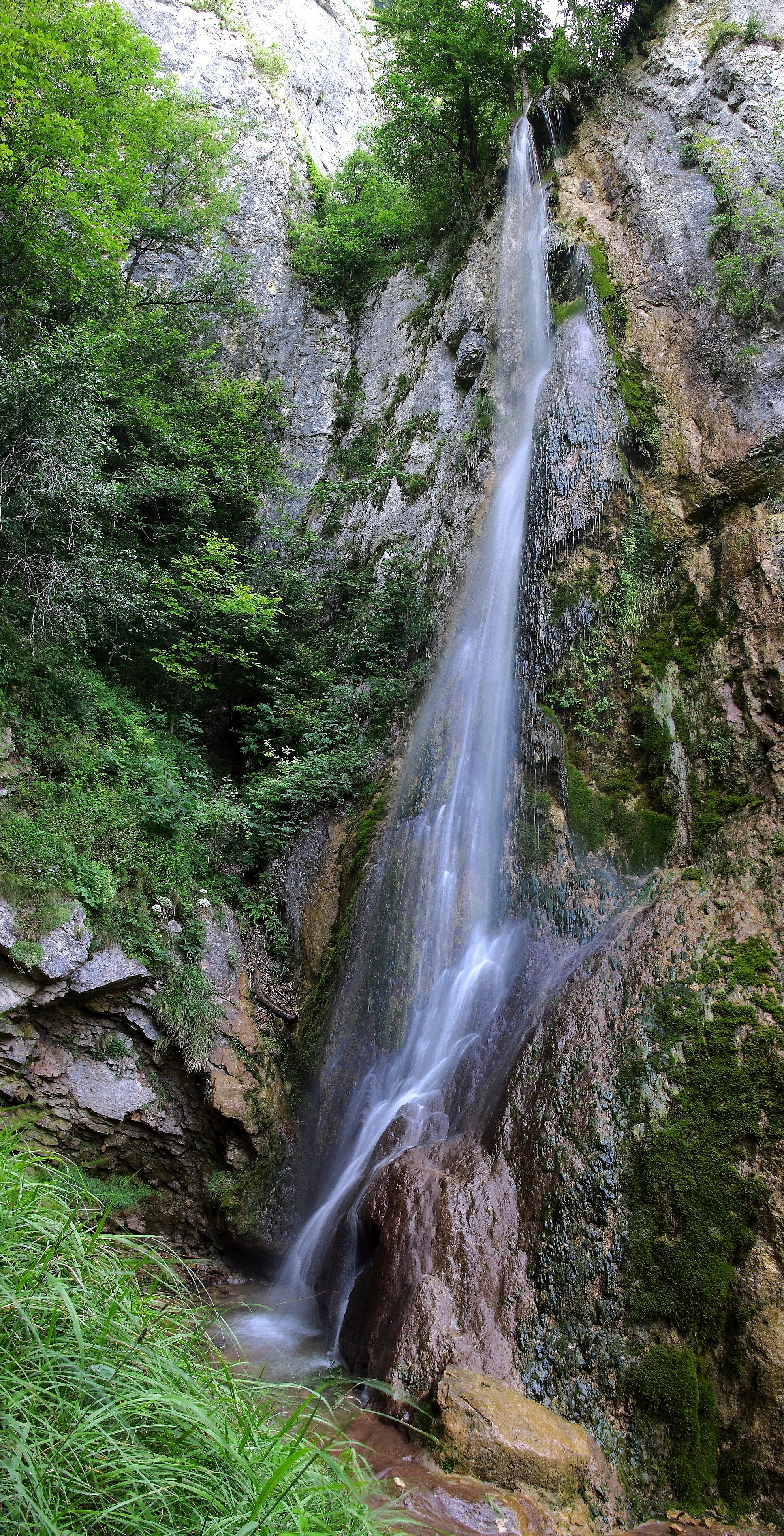
La cascade médiane.
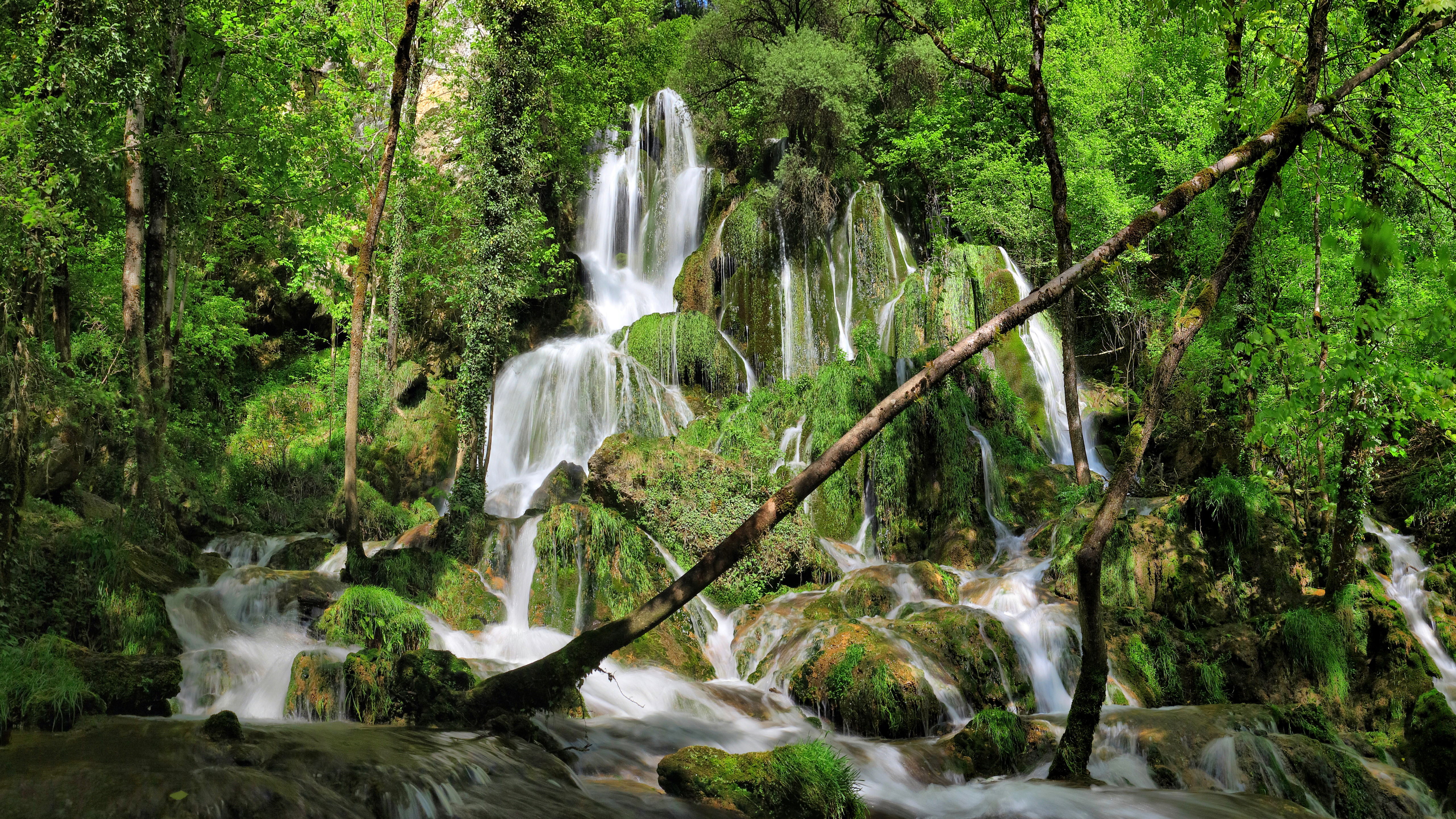
La partie basse de la cascade avec les massifs de tuf.
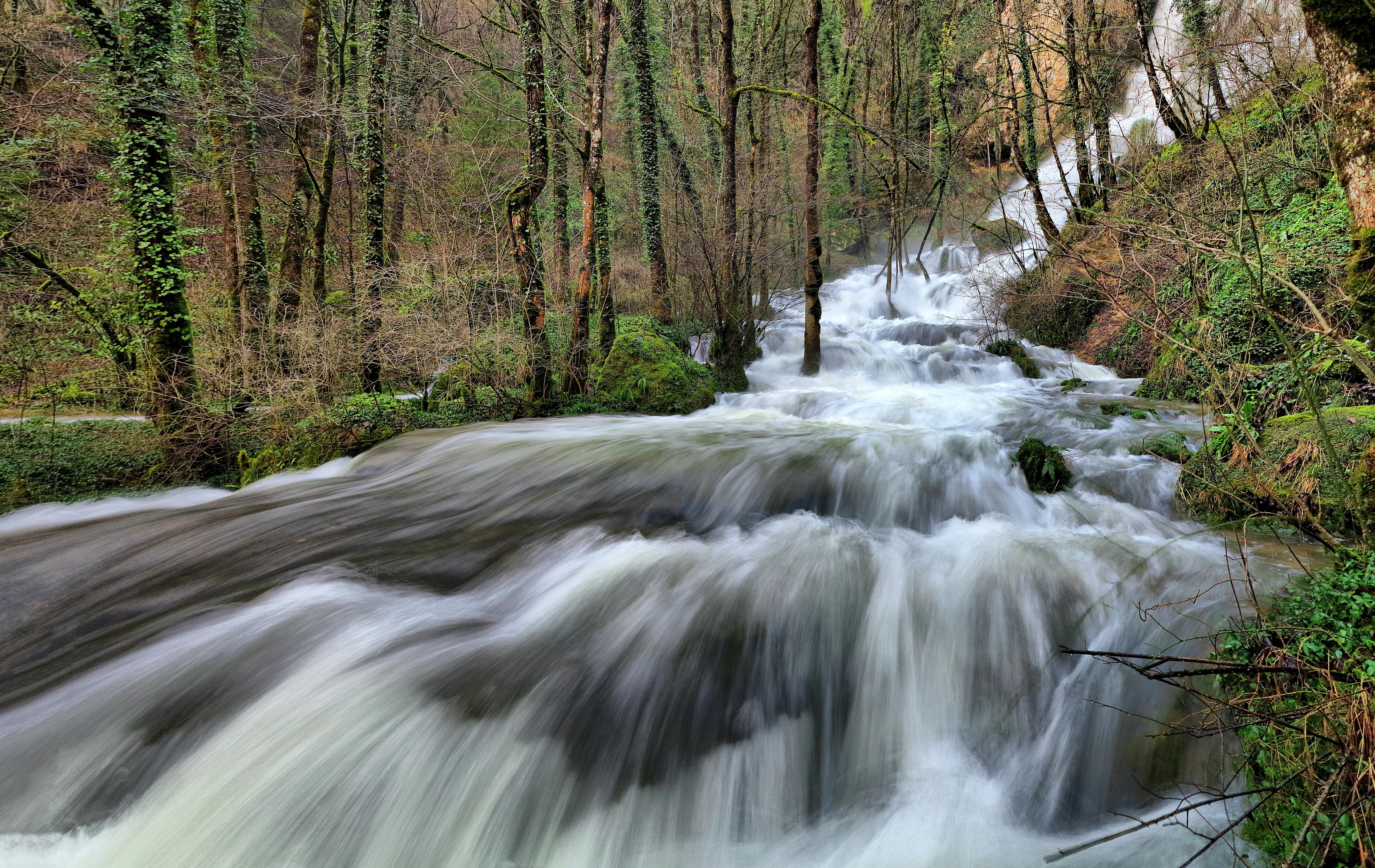
Bas de la cascade juste avant la Loue.

## Tourisme
Pour avoir une vue générale de la cascade il faut grimper sur le versant opposé, en rive gauche après avoir franchi le vieux pont sur la Loue. 
La cascade médiane est visible depuis la route des gorges en montant sur la gauche.
Quant à la partie basse, la plus belle et sauvage avec ses massifs de tuf, elle est accessible à pied depuis le GR 590 grâce à des sentiers qui débutent de part et d'autre du petit pont sur le ruisseau de Syratu.

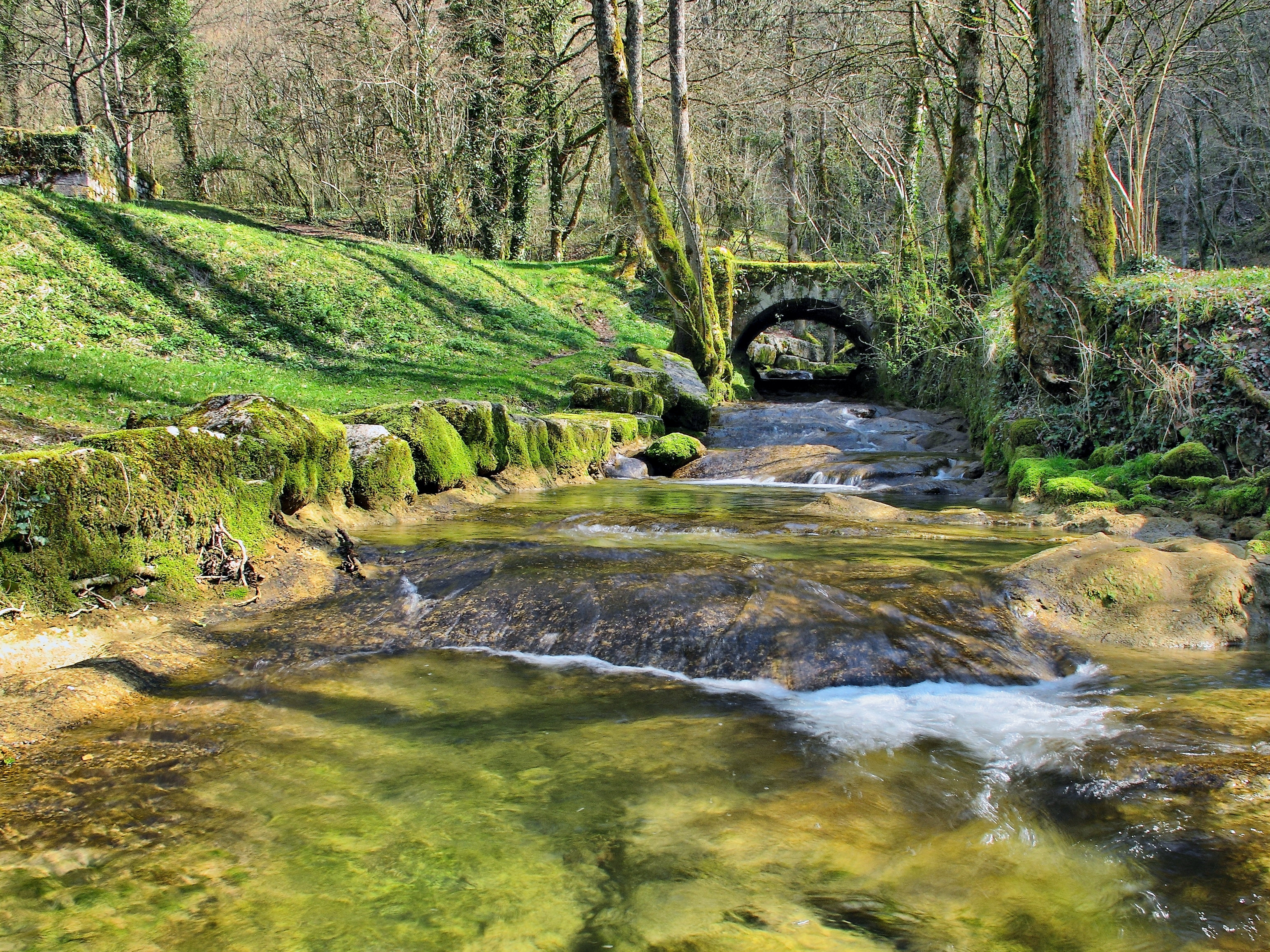
Le petit pont sur le Syratu.